# Bruno Carvalho
Bruno Segadas Vianna Carvalho, mais conhecido como Bruno Carvalho (Rio de Janeiro, 26 de março de 1974), é um ex-futebolista brasileiro que atuava como lateral-direito.
Destacou-se no futebol carioca, sendo um dos poucos jogadores que defenderam os 4 grandes clubes do Rio de Janeiro.

## Carreira
Bruno Carvalho surgiu como mais uma grande promessa das divisões de base vascaína, chegando até a fazer parte da Seleção Brasileira de juniores. Em 1993 fez sua estreia pela equipe principal do Vasco, que contava com Pimentel, Cláudio Gomes e Ayupe para a posição. Mas a expectativa colocada em cima da jovem promessa nunca foi correspondida dentro de campo. Problemas extra-campo e contusões, fizeram com que o atleta amargasse sempre o banco de reservas e tivesse poucas oportunidades reais. No segundo semestre de 1996 deixou o Vasco e se transferiu para o Botafogo, também sem sucesso. Depois rodou o Brasil e o exterior mas sem vir a ser o craque que muitos apostavam. Seu último clube no país que se tem registro foi o Gama, de Brasília.

## Títulos
Vasco da Gama
- Campeonato Carioca - 1993, 1994
- Taça Guanabara: 1994
- Taça Rio: 1993
- Copa Rio Estadual: 1993
- Torneio João Havelange: 1993
- Troféu Cidade de Barcelona: 1993
- Troféu Cidade de Zaragoza: 1993
- Troféu Palma de Mallorca: 1995

Botafogo
- III Torneio Presidente da Rússia - 1996
- Troféu Teresa Herrera - 1996
- Campeonato Carioca - 1997
- Taça Guanabara: 1997
- Taça Rio: 1997

Bahia
- Campeonato Baiano: 1998

Flamengo
- Copa Mercosul: 1999
- Campeonato Carioca: 1999, 2000 e 2001
- Taça Guanabara: 1999, 2001
- Taça Rio: 2000
- Copa dos Campeões: 2001
- Troféu Capitão Castro: 2002

Seleção Brasileira
- Campeonato Mundial Sub-20: 1993